# Matthias Fekl

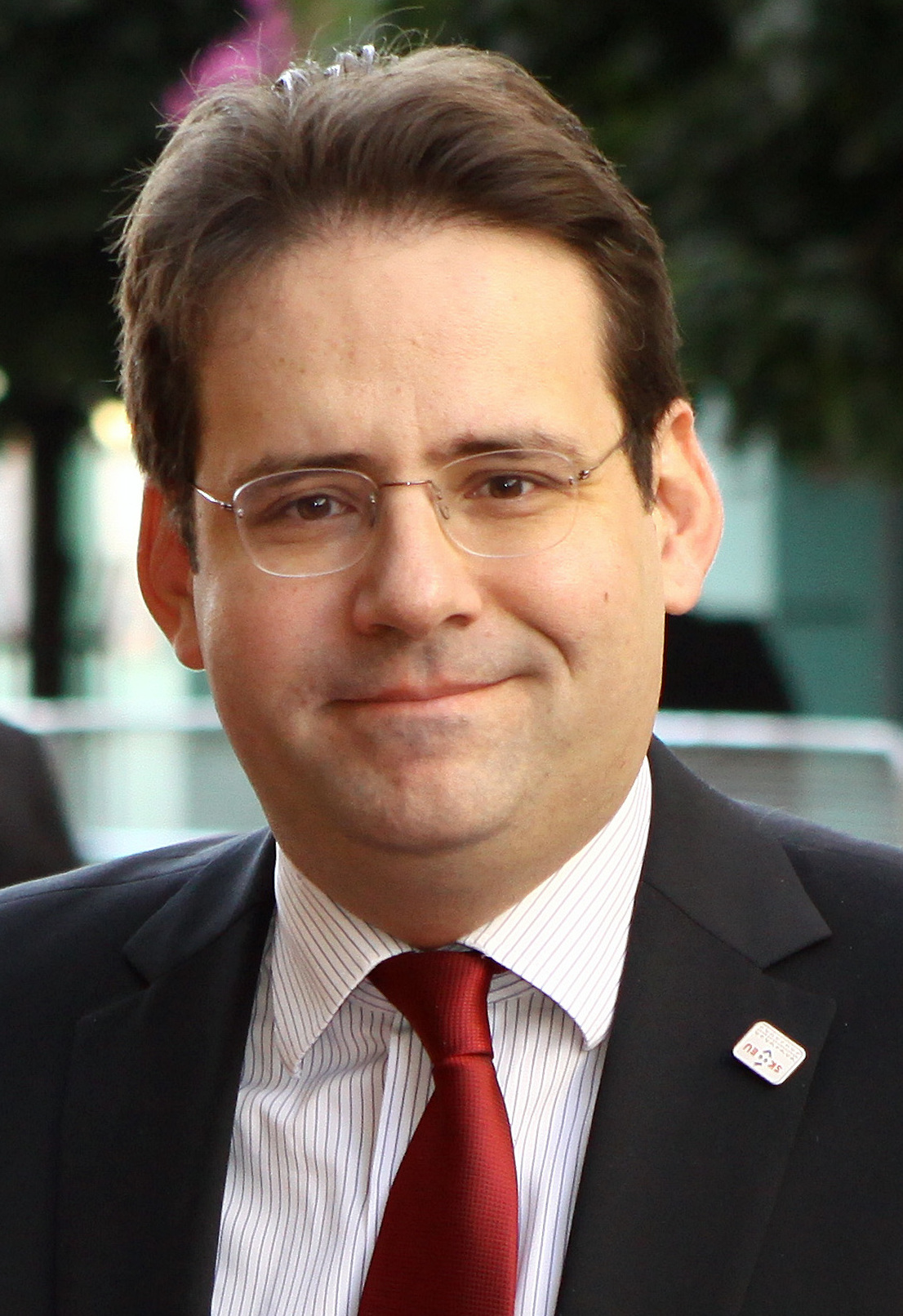
Matthias Fekl (2016)

Matthias Fekl (* 4. Oktober 1977 in Frankfurt am Main) ist ein französischer Politiker. Er war Innenminister im Kabinett Cazeneuve und war zuvor Staatssekretär für Außenhandel, Tourismus und Auslandsfranzosen.

## Biografie
Fekl wurde in Frankfurt am Main als Sohn eines Deutschen und einer Französin geboren. Er ist daher gemäß dem in beiden Ländern gültigen Abstammungsprinzip Deutscher und Franzose. Er wuchs in Berlin auf und verbrachte dort den Hauptteil seiner Schulzeit am Französischen Gymnasium. Fekl erlangte am Pariser Gymnasium Lycée Henri IV sein Abitur. Diese Schule hat eigene Vorbereitungsklassen für die Aufnahme in Elitehochschulen. Danach studierte er zuerst Politikwissenschaft und erwarb später einen Abschluss an der École nationale d’administration (ENA).
Seine politische Karriere begann mit dem Eintritt in den Parti socialiste im Jahr 2001, innerhalb welchem er der 2008 von Olivier Ferrand gegründeten Strömung Terra Nova angehört. Im selben Jahr gelang der Einzug in den Gemeinderat von Marmande. 2010 wurde er zum Vizepräsidenten des Regionalrats der Region Aquitaine gewählt und war ab demselben Jahr als Assistent des späteren Senatspräsidenten Jean-Pierre Bel tätig. Bei den Parlamentswahlen 2012 trat er im zweiten Wahlkreis des Départements Lot-et-Garonne an und wurde in die Nationalversammlung gewählt. 
Im Zuge der Feierlichkeiten zum 50-jährigen Bestehen des Élysée-Vertrags im Januar 2013 sprach sich Fekl für eine Stärkung der deutsch-französischen Beziehungen aus.
Nach dem Rücktritt des für Außenhandel und Tourismus zuständigen Staatssekretärs Thomas Thévenoud am 4. September 2014 berief Premierminister Manuel Valls Fekl als dessen Nachfolger in seine Regierung. Sein Mandat in der Nationalversammlung ruhte seitdem.
Am 21. März 2017 wurde Fekl nach dem Rücktritt von Bruno Le Roux zum Innenminister berufen. Bereits nach knapp zwei Monaten verlor Fekl seinen Posten wieder, nachdem der neu gewählte Präsident Emmanuel Macron die Regierung Philippe berief.